# 塩谷太郎
塩谷 太郎（しおや たろう、旧字体：鹽谷 太郞、1903年 - 1996年）は、日本の翻訳家。

## 略歴
群馬県桐生市生まれ。群馬県立桐生中学校出身。東京外国語学校（現・東京外国語大学）ドイツ語部を卒業。商社勤務を経て翻訳家になる。ドイツ語圏、英語圏の児童文学・ノンフィクションなどを日本語に翻訳した。最初の訳書はおそらく1941年のテオドル・シュトルム『少女ローレ』（改造社）。(ヴィツキー・バウムの長篇 Das große Enimaleins を訳出したが、出版に至っていない。)
訳書の総数は約200冊に上る。日本児童文学者協会および日本児童文芸家協会に所属した。

## 著書
- 『ディズニー：まんがえいがの王さま』（石田武雄イラスト、偕成社、児童伝記シリーズ17） 1970.1

## 主な翻訳

### ドイツ語からの訳書
- 『少女ローレ』（テオドル・シュトルム、改造社） 1941
- 『一本⻆の野牛』（シュトルム、墨水書房） 1941
- 『バンビ物語』（フェーリクス・ザルテン、講談社） 1953
- 『点子ちゃんとアントン』（エーリッヒ・ケストナー、講談社） 1965
- 『りんごの木の上のおばあさん』（ミラ・ローベ、学研、学研小学生文庫） 1969、のち改題『リンゴの木の上のおばあさん』（岩波書店、岩波少年文庫） 2013.6
- 『アレッサンドリア物語』（ヴィルヘルム・ハウフ、学研） 1970
- 『ジム＝ボタンの機関車大冒険』（ミヒャエル・エンデ、講談社） 1974
- 『にげだしたおばけやしき』（シュパング、文研出版） 1974.8
- 『シュペッサルトの森の宿屋』（ハウフ、偕成社、偕成社文庫、ハウフ童話全集） 1977.10

など

### 英語からの訳書
- 『ツタンカーメン王のひみつ』（ハワード・カーター、講談社） 1965、のち青い鳥文庫 2001
- 『モンテズマの王女』（H・R・ハガード、平凡社） 1957
- 『タイムマシン』（H・G・ウェルズ、岩崎書店、SFロマン文庫） 1972、のちフォア文庫 1979.10
- 『緑の屋敷の秘密 - 少女探偵ナンシー』（キャロリン・キーン、金の星社） 1999

など